# ورزشگاه ملی پکن
ورزشگاه ملی پکن، مشهور به آشیانهٔ پرنده، نام ورزشگاه اصلی بازی‌های المپیک تابستانی ۲۰۰۸ است که مراسم افتتاحیه و اختتامیهٔ المپیک پکن در آنجا برگزار شد.
این ورزشگاه که با هزینه‌ای معادل ۴۲۳ میلیون دلار ساخته شده‌است، بزرگ‌ترین سازهٔ فلزی جهان به‌شمار می‌رود.
آشیانهٔ پرنده، به‌همراه مکعب آب (مرکز ملی ورزش‌های آبی پکن)، یکی از دو ورزشگاهی است که به‌واسطهٔ شیوهٔ طراحی، به نمادهای شهر پکن تبدیل شده‌است.
ساخت این ورزشگاه در اواخر دسامبر ۲۰۰۳ میلادی آغاز شد.

## نگارخانه

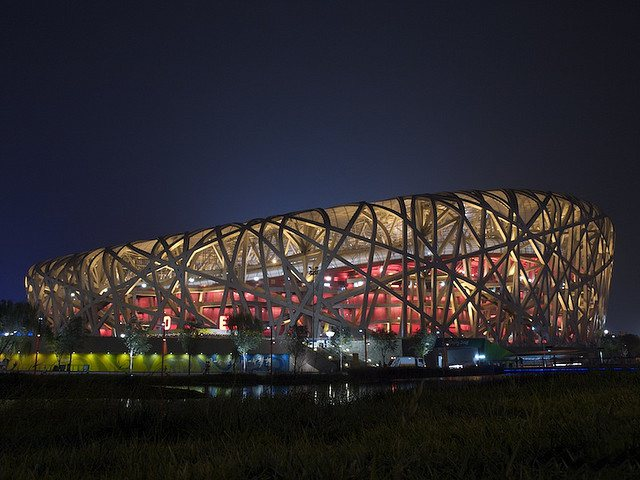
The Beijing National Stadium at night during the Summer Olympics
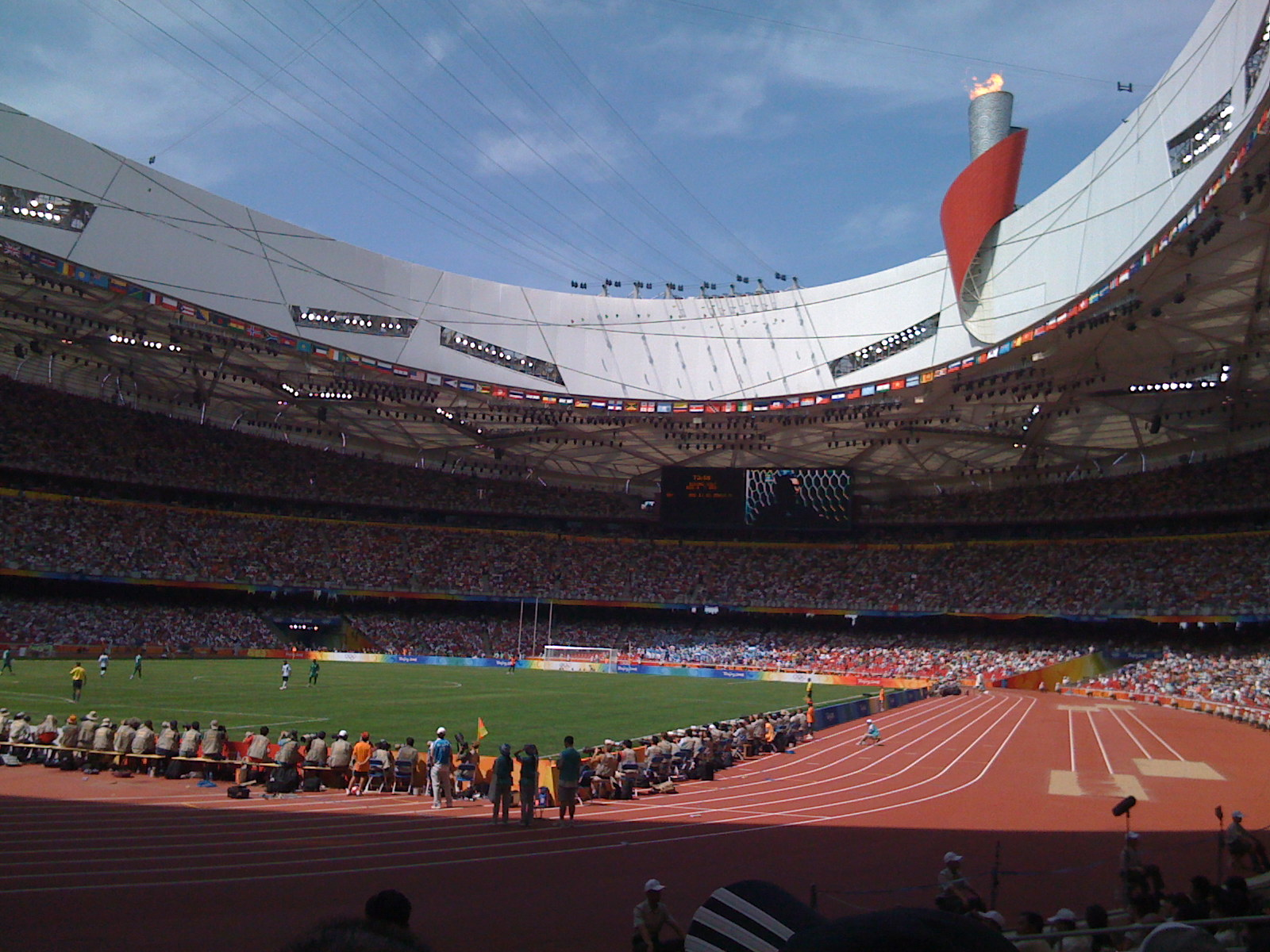
Inside of the stadium during the 2008 Summer Olympics
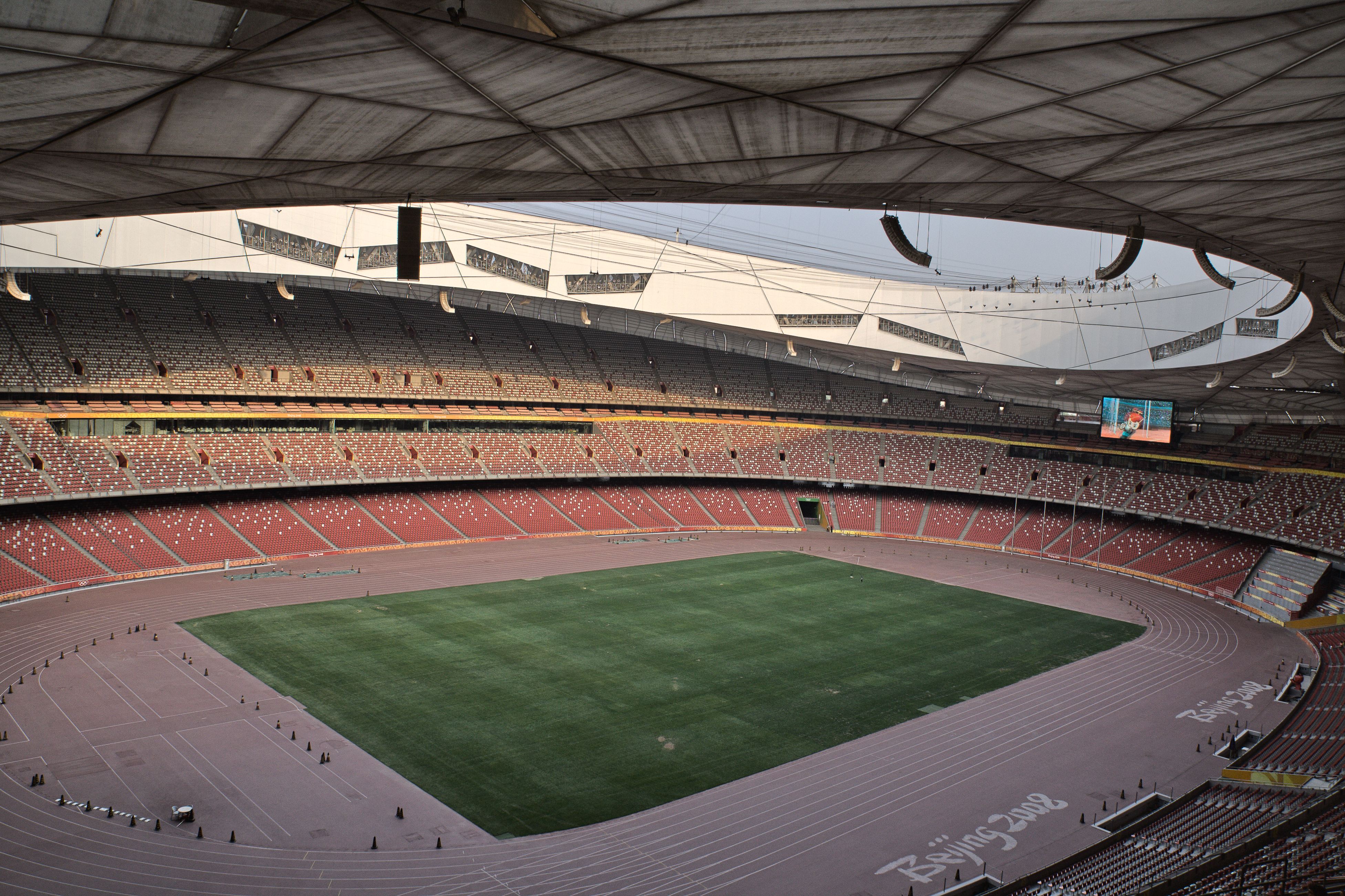
Interior view of the stadium
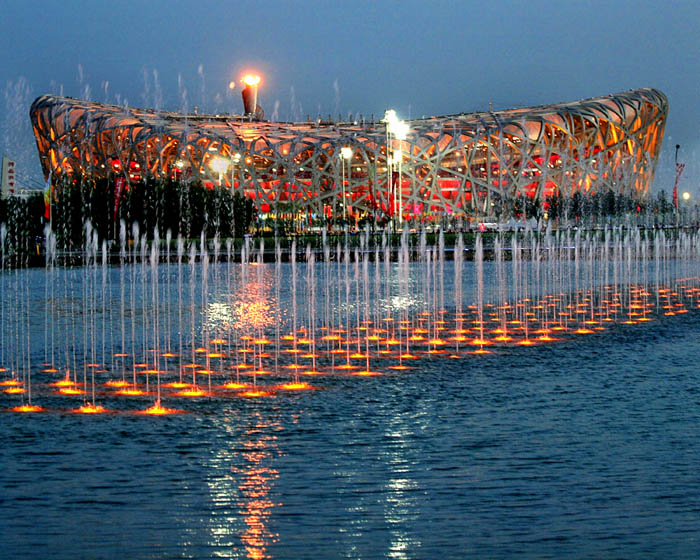
2008 Summer Olympics flame
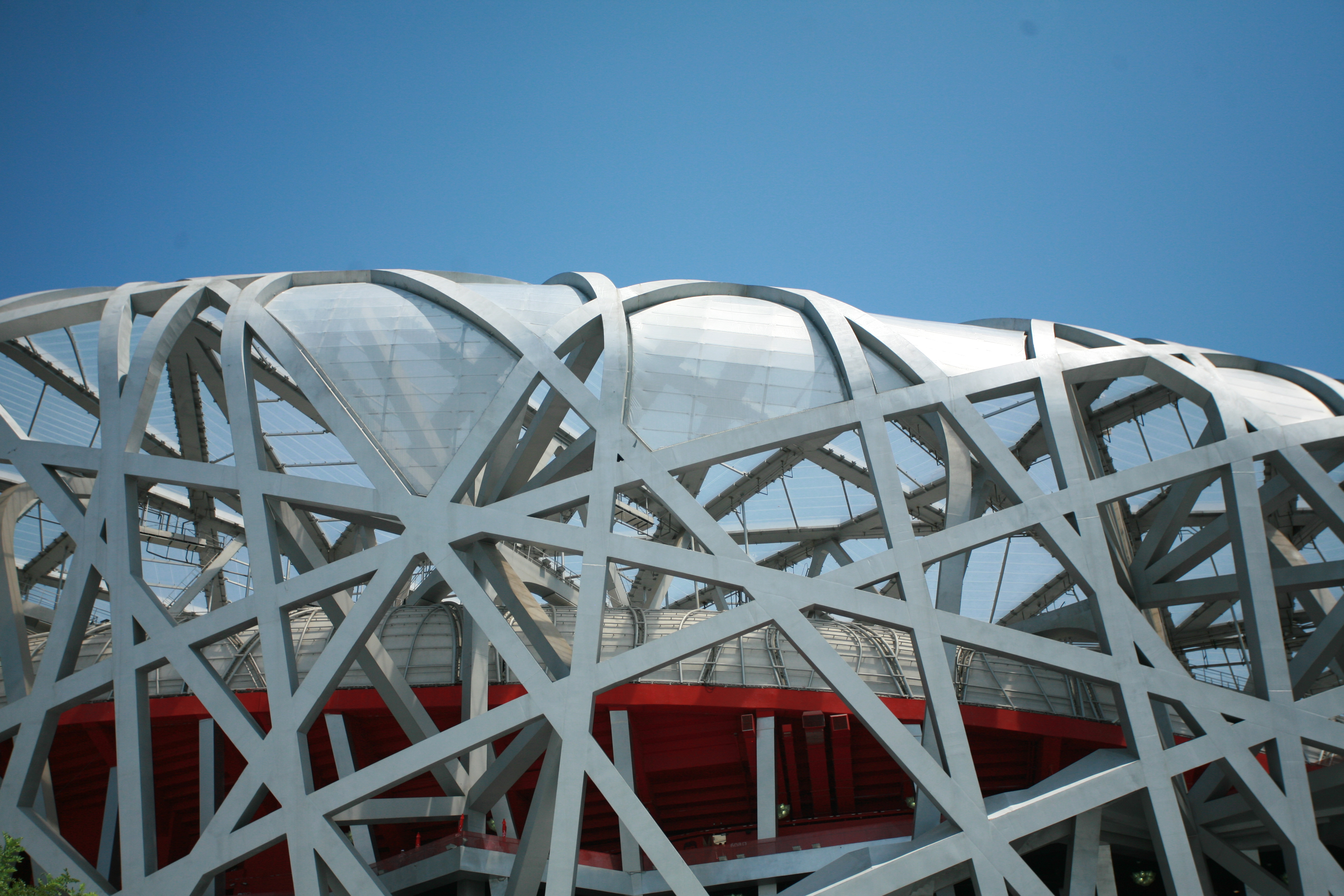
Detail of the exterior
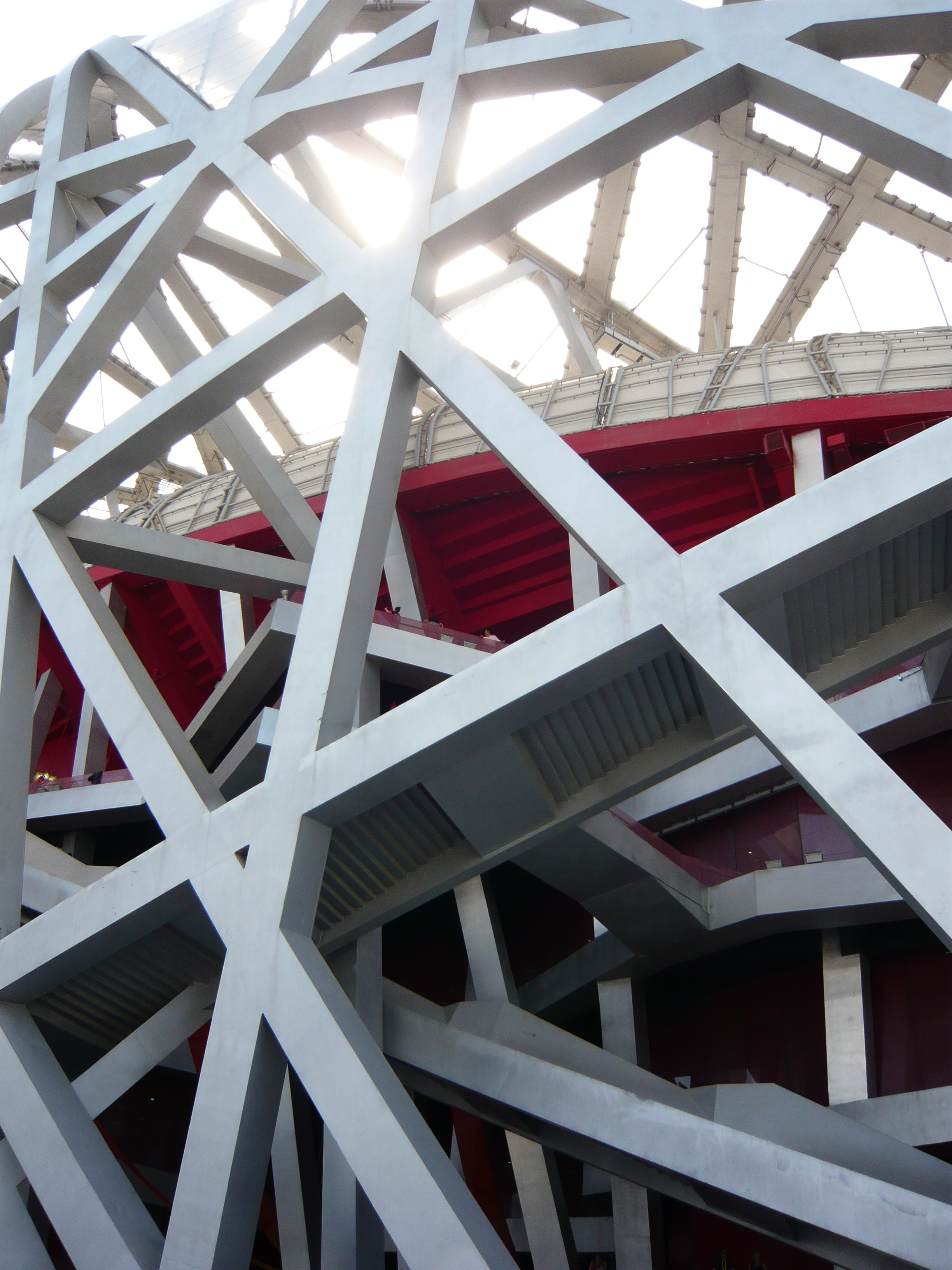
Architectural detail of the stadium's exterior
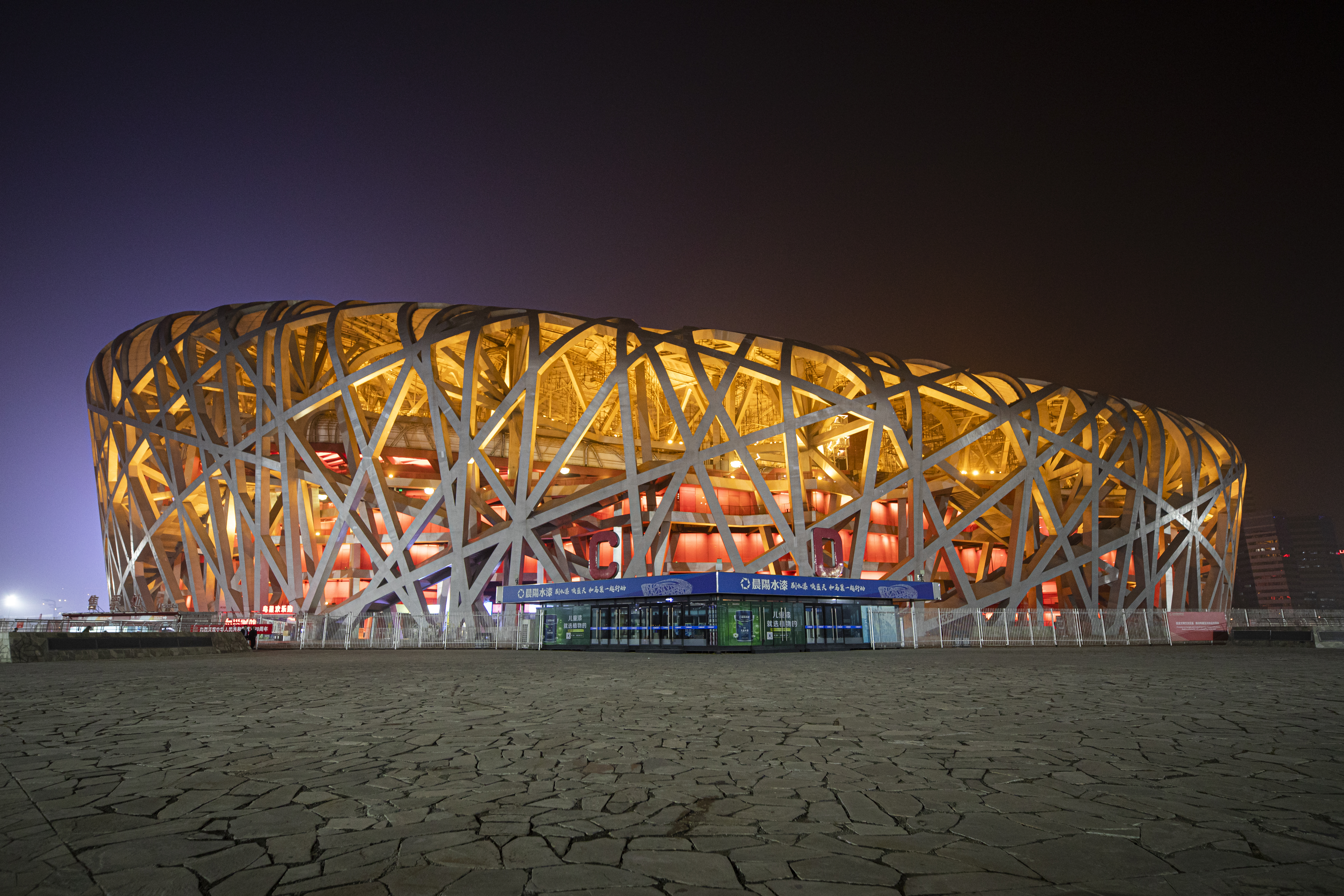
Beijing National Stadium in the night

## جستار های وابسته
- ورزشگاه ژیلت
- ورزشگاه یانکی